# Мускат, Кевин
Кевин Винсент Мускат (англ. Kevin Vincent Muscat; род. 7 августа 1973, Кроли, Западный Суссекс) — австралийский футболист, защитник, известный по выступлениям за клубы «Рейнджерс», «Вулверхэмптон Уондерерс», «Мельбурн Виктори» и сборной Австралии. Участник Олимпийских игр 1996 года. С 2013 по 2019 год тренировал «Мельбурн Виктори».

## Клубная карьера
Мускат начал карьеру на родине, выступая за местные клубы «Саншайн Джордж Кросс», «Хейдельберг Юнайтед» и «Саут Мельбурн». В 1995 году интерес к Кевину проявлял английский «Шеффилд Юнайтед», но футболист решил остаться в Австралии. Летом 1996 года Мускат решился на переход и подписал соглашение с «Кристал Пэлас». Сумма трансфера составила 35 тыс. фунтов. Он помог орлам выйти в Премьер-лигу и стал одним из лидеров команды. С первого же сезона в Англии Мускат зарекомендовал себя, как крайне жёсткий и грубый защитник, за что получил прозвище «Самый ненавидимый человек в футболе». В разные года от его грубой манеры игры пострадало множество футболистов, включая таких известных, как Кристоф Дюгарри, Эшли Янг, Милан Барош, Джейсон Кулина и Крейг Беллами.
В 1997 году Кевин перешёл в «Вулверхэмптон Уондерерс». Сумма трансфера составила 200 тыс. фунтов. В составе «волков» он провёл более 200 матчей за пять сезонов. В 2002 году Мускат перешёл в шотландский «Рейнджерс». Из-за своего буйного нрава он ни разу не попал в заявку на дерби старой фирмы.
В 2003 году Кевин перешёл в «Миллуолл». Он быстро стал одним из лидеров клуба и был назначен капитаном команды. В 2004 году Мускат помог «Миллуолу» впервые в истории выйти в финал Кубка Англии, хотя и не принял участия в финальном матче против «Манчестер Юнайтед» по причине травмы.
В 2005 году Кевин вернулся на родину, подписав соглашение с «Мельбурн Виктори». С новым клубом он дважды выиграл А-Лигу. На протяжении всех 6 сезонов Мускат был капитаном команды и провёл за «Виктори» более 150 матчей. В 2011 году он вернулся в «Саншайн Джордж Кросс», где и завершил карьеру по окончании сезона.

## Международная карьера
В 1991 и 1993 годах Кевин в составе молодёжной сборной Австралии принимал участие в молодёжном чемпионате мира.
В сентябре 1994 года в товарищеском матче против сборной Кувейта Мускат дебютировал за сборную Австралии. В 1996 году в составе олимпийской сборной он принял участие в Олимпийских играх в Атланте. На турнире Тони сыграл в матчах против команд Франции, Саудовской Аравии и Испании.
В 1997 году Кевин принял участие в Кубке конфедераций в Саудовской Аравии. На турнире он сыграл в поединках против сборных Уругвая и Бразилии и помог команде занять второе место. В 2001 году Мускат во второй раз принял участие в Кубке конфедераций. На турнире в Японии и Южной Корее он сыграл в матчах против команд Мексики, Франции, Южной Кореи и Японии. В 2000 и 2004 годах Кевин становился обладателем Кубка наций ОФК. В 2005 году он в третий раз принял участие в Кубке конфедераций. На турнире он сыграл в матчах против команд Аргентины и Германии.

## Достижения

### Игрок
«Рейнджерс»
- Чемпион Шотландии: 2002/03
- Обладатель Кубка Шотландии: 2002/03
- Обладатель Кубка шотландской лиги: 2002/03

«Миллуолл»
- Финалист Кубка Англии: 2003/04

«Мельбурн Виктори»
- Чемпион Австралии (2): 2006/07, 2008/09

Австралия
- Обладатель Кубка наций ОФК (2): 2000, 2004
- Финалист Кубка конфедераций: 1997
- Бронзовый призёр Кубка конфедераций: 2001

### Тренер
«Мельбурн Виктори»
- Чемпион Австралии (2): 2014/15, 2017/18

«Иокогама Ф. Маринос»
- Чемпион Японии: 2022

«Шанхай Порт»
- Чемпион Китая: 2024